# Павлов, Алексей Александрович
Павлов Алексей Александрович (1782, Российская империя — 5 июня 1860 или 1865, Фриденталь, Царское Село, Санкт-Петербургская губерния, Российская империя) — коллежский асессор, отставной камергер ЕИВ, член Комиссии духовных училищ до 1827 года, то есть фактически один из кураторов всех учебных заведений в сфере духовного образования в Российской империи начала XIX века, статс-секретарь, член Священного Синода в 1824—1825 гг., титулярный советник, чиновник для особых поручений при Министерстве внутренних дел Российской империи, камер-юнкер, камергер за обер-прокурорским столом при Священном Синоде, соратник архимандрита Фотия Спасского, яркого религиозного деятеля той эпохи, «ревнитель чистоты православия», принимал участие в сожжении запрещённых протестантских книг скандально известного протестантского проповедника Госснера (Дело Госснера), которые высмеивали и критиковали таинства православия. Зять генерала Алексея Ермолова. Сделал большой вклад в прославление святителей Митрофана Воронежского и Тихона Задонского. Погребён в Александро-Невской Лавре.

## Жизнеописание
Родился 1782 в семье дворян Российской империи, вероятно представителей старого русского дворянского православного рода Павловых, потомков выходца из Золотой Орды мурзы Ослана Челюбея, крещённого в православную веру под именем Прокофия, женатого на дочери князя Дмитрия Донского по линии его сына Павла.
В 1817 году бракосочетался с Анной Петровной Ермоловой, наследницей старинных московских дворянских родов Ермоловых и Давыдовых, против воли её родителей и брата, известного генерала Алексея Петровича Ермолова:
«Сестра его, Анна Петровна, вышла замуж за некоего А. А. Павлова, вполне замечательного по своему уму и вполне презренного по свойствам души. Хотя Ермолов на основании духовной отца своего обязан был выделить сестре своей лишь ⅓ часть имения, но, имея намерение дать ей гораздо большую часть, он поручил одному из своих приятелей заняться разделом. Медленность, с которой этот раздел совершался, внушила Павлову мысль, воспользовавшись известным неблаговолением государя к Ермолову, подать прошение его величеству с приложением нескольких писем Ермолова, писанных им когда-то в либеральном духе. Хотя последовал указ о принуждении Ермолова ускорить раздел, но он, в справедливом негодовании на презренный поступок своего зятя и сестры, объявил, что никакая сила не заставит его выделить часть, большую того, что было ей назначено покойным их родителем. Ермолов получил в наследство около двухсот восьмидесяти тысяч рублей бумажками».
Знакомый Грибоедова, который пытался через него добиться протекции на перевод на военную службу в корпус Ермолова.
С 1824 года служил чиновником за обер-прокурорским столом в Священном Синоде. Архимандрит Фотий очень хорошо о нём отзывался.
Вместе с Шишковым и Магницким добивался от императора Александра запрета русских переводов и закрытия самого Библейского общества, боролся против такого известного тогда проповедника, как Госснер, который с западноевропейских, протестантских позиций высмеивал русское православие, церковные таинства и распространял антиправославную литературу, которая, по мнению православных, к тому же могла быть направлена на пропаганду разрушения существующего государственного и общественного порядка:
«У нас нет точных сведений о том, сколько экземпляров русского перевода этой книги Госснера сохранилось. Два полных экземпляра отпечатанных листов были выданы из издательства Госснеру. Один неполный экземпляр имелся в распоряжении митрополита Серафима и архимандрита Фотия. Несколько экземпляров книги были изъяты из типографии для проведения следствия и избежали уничтожения с основным тиражом. По свидетельству М. Я. Морошкина, после сожжения книги Госснера один экземпляр был спасён чиновником Св. Синода А. А. Павловым, вынувшим книгу из огня».
«„А. А. Павлов, человек, расположенный к православной церкви, старался сведения доставать по разным частям. Ему многим обязана церковь в успехах побед над зловерием. М. Л. Магницкий, так как был в курсе многих дел зловерия, многие вещи раскрывал важные. Он был предан православию и делал внушения графу А. А. Аракчееву против врагов веры“. „А. А. Аракчеев был предан царю, никто точнее его не исполнял царских велений. Поэтому все тайные дела о вере были ему вверяемы“.
Материалы следствия по „Делу Госснера“ подтверждают распределение ролей, сделанное в автобиографии Фотия среди участников событий весны 1824 г. Свидетельств того, что все эти лица действовали сообща, нет. Хотя между собой они, несомненно, сносились при помощи А. А. Павлова и М. Л. Магницкого».
По мнению некоторых исследователей, А. А. Павлов вместе с митрополитом Фотием и другими соратниками активно боролся против распространения в Российской империи масонства, которое представляло, по их мнению, угрозу национальной безопасности, выступая агентом влияния и разведкой стран Запада, в первую очередь Франции.
«Уникальная молитвенная практика Фотия сегодня нам известна. Несмотря на то, что в царствование Николая I Фотий подвергся гонениям властей и был отстранён от участия в политической деятельности, его популярность росла. С годами соратники архимандрита П. А. Кикин, С. И. Смирнов, Е. И. Станевич, С. А. Ширинский-Шихматов, А. А. Павлов были забыты. Не удивительно, что в самом полном издании трудов Фотия именно он предстаёт главным борцом с масонством. Хотя исторически это и не вполне оправдано, но верно на ином, духовном уровне».
«Императору кем-то был подан проект решительных преобразований, — учредить над церковью какую-то протестантскую консисторию из духовных и светских лиц», — так Филарет передаёт смысл этого предложения. Сделано оно была, по-видимому, через генерала Мердера, воспитателя Наследника престола. Автором проекта Филарет считал А. А. Павлова, этого сподвижника Фотия и Шишкова в восстании 1824 года.
В 1824—1827 рр. входил в состав КДУ.
14 декабря 1825 года, будучи в Санкт-Петербурге, вместе со своим старым знакомым О. С. Горожанским наблюдал восстание декабристов из окон Сената. Арестован и допрошен В. В. Левашовым и тогда же по высочайшему приказу освобождён. Следственное дело А. А. Павлова хранится в Главном Архиве РФ в фонде 48 под № 228. Членом тайных обществ не был.
В своей книге «Записки Николая Александровича Мотовилова, служки Божьей Матери и преподобного Серафима» Н. А. Мотовилов вспоминает некоторые обстоятельства канонического прославления святителя Митрофана. В частности он пишет, что при его участии была переписана набело и подана императору полная служба святителю Митрофану, а также создано полное житие святителя. При этом, посылаясь на слова митрополита Антония, Н. Мотовилов обращает внимание, что в деле открытия мощей и прославления святителей Митрофана Воронежского и Тихона Задонского помощь Алексея Павлова сыграла большую роль.
Был одним из участников собрания в Воронеже, когда была представлена полная служба святителю Митрофану для передачи Государю Императору. Тогда вместе с ним среди участников упоминаются высокопреосвященный митрополит Антоний, воронежский губернатор Д. Н. Бегичев, жандармский полковник Н. Х. Коптев, бывший камергер Двора и член Комиссии духовник училищ генерал Мешерилов. При этом митрополит Антоний выделил отдельное время для беседы с Алексеем Павловым, вспомнив при этом, что он много сделал для открытия мощей и прославления святителей Митрофана Воронежского и Тихона Задонского.
В октябре 1827 года митрополит Фотий пишет митрополиту Серафиму насчёт нового общежитийного монастырского устава, который вынуждало вводить духовное начальство. При этом он упоминает, что чиновник А. А. Павлов требует включить в этот устав новые статьи. При этом митрополит Фотий жалуется, что устав слишком суров, в связи с чем монахи уходят из монастырей.
В 1827 году митрополит Филарет вернулся в Санкт-Петербург, где ему пришлось обсуждать вопрос о церковной реформе. Императору кем-то был подан проект решительных преобразований, – «учредить борьба за богословие над церковию какую-то протестантскую консисторию из духовных и светских лиц», – так Филарет передаёт смысл этого предложения. Сделано оно была, по-видимому, через генерала Мердера, воспитателя Наследника престола. Автором проекта Филарет считал А. А. Павлова, известного в то время сподвижника Фотия и Шишкова в "восстании" 1824 года.
Скончался от паралича лёгких 05 июня 1860 или 1865 в колонии Фриденталь в Царском Селе о чём есть упоминание в книге Николая П. Барсукова "Жизнь и труды М.П. Погодина" изданной в Санкт-Петербурге в 1907 году на 454 странице, где приводятся воспоминания соборного священника Андрея Афанасьевича Ветвеницкого, служившего в Царском Селе и неоднократно, на протяжении длительного времени общавшегося с А.А. Павловым, в частности о жизненном пути Алексея Петровича Ермолова и даже получившего от него перед смертью некоторые письма и документы из семейного архива, касающиеся биографии А.П. Ермолова.
Погребён в Александро-Невской Лавре.